# Valerio Lazzeri
Valerio Lazzeri (ur. 22 lipca 1963 w Dongio) – szwajcarski duchowny katolicki, biskup Lugano w latach 2013-2022. 

## Życiorys
Święcenia kapłańskie otrzymał 2 września 1989 i został inkardynowany do diecezji Lugano. Był m.in. pracownikiem watykańskiej Kongregacji ds. Edukacji Katolickiej, wykładowcą wydziału teologicznego w Lugano oraz wikariuszem biskupim ds. zakonnych.
4 listopada 2013 papież Franciszek mianował go biskupem diecezjalnym Lugano. Sakry udzielił mu 7 grudnia 2013 nuncjusz apostolski w Szwajcarii – arcybiskup Diego Causero.
10 października 2022 papież Franciszek przyjął jego rezygnację z funkcji biskupa Lugano.
7 października 2023 został włączony przez papieża Franciszka w skład Dykasterii ds. Kościołów Wschodnich